# Ulleres d'esquí

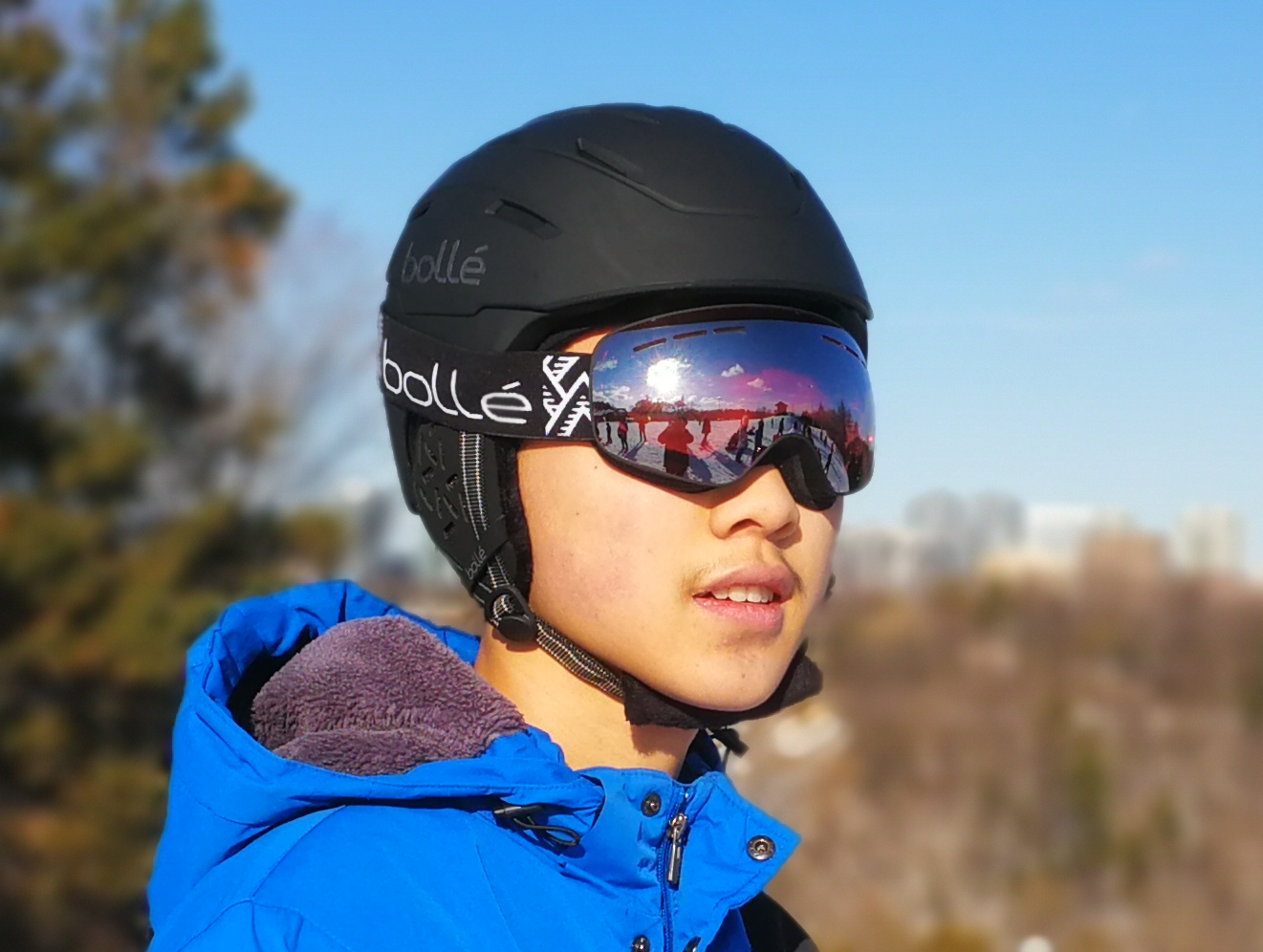
Ulleres d'esquí

 Les  ulleres d'esquí  són unes ulleres de grans dimensions amb un únic  vidre  (habitualment no usen cristall sinó un plàstics per evitar danys en cas d'una caiguda) que proporcionen una millor visió a l'esquiador o snowboarder quan hi ha boira o torb, a més de protegir contra els raigs ultraviolats del sol.